# 공지호
공지호(1997년 4월 4일 ~ )는 대한민국의 배우이다. 2015년부터 2022년까지 지호라는 예명으로 걸 그룹 오마이걸의 멤버로서 가수로 활동하였고, WM 엔터테인먼트와의 계약이 만료되어 2022년 5월 9일에 탈퇴했다. 이후 피앤드 스튜디오와 전속 계약을 체결하고 배우로 전향을 하면서 활동명을 '공지호'로 변경했다.

## 학력
- 옥천여자중학교 (졸업)
- 서울공연예술고등학교 실용무용과 (졸업)

## 가수 외 활동

### 예능
- 2015년 SBS 《놀라운 대회 스타킹》
- 2015년 MBC 《미스터리 음악쇼 복면가왕》
- 2016년 SBS 《동상이몽, 괜찮아 괜찮아》
- 2016년 JTBC 《잘 먹는 소녀들》
- 2018년 JTBC 《히트맨 - 베트남 편》
- 2018년 XtvN 《최신유행 프로그램》
- 2019년 MBC 《미스터리 음악쇼 복면가왕》 - 판정단 195회, 196회
- 2019년 KBS2 《뮤직셔플쇼 더 히트》
- 2019년 Mnet 《퀸덤》
- 2020년 MBC 《구해줘! 홈즈》
- 2020년 JTBC 《차이나는 클라스》
- 2020년 SBS 《TV 동물농장》 - 스페셜 MC
- 2021년 MBC 《라디오 스타》

## 연기 활동

### 영화
- 2010년 《작은 연못》 - 짱이 고모 딸 역

### 드라마
- 2019년 tvN 《검색어를 입력하세요 WWW》
- 2025년 SBS 《보물섬》 - 명태금 역

### 뮤직비디오
- 2015년 B1A4 〈Sweet Girl〉
- 2019년 벤 〈헤어져줘서 고마워〉